# Jamalpur (Bangladesh)
 (juillet 2025).
Pour les articles homonymes, voir Jamalpur.
Jamalpur est une ville située sur la rive de l’ancien fleuve Brahmapoutre, dans la division de Mymensingh. Elle est le chef-lieu du district de Jamalpur et du sous-district de Jamalpur Seder. Selon le recensement du Bangladesh de 2022, la population de Jamalpur est de 158 873 habitants. Cela en fait la 31e plus grande ville du Bangladesh.